# こどもちゃれんじ
こどもちゃれんじは、ベネッセコーポレーション（旧：福武書店）の通信教育講座、またはそのテキスト。
- 「進研ゼミ」のテキスト『チャレンジ』のうち、かつて設置されていた「幼児講座」および「おやこ講座」での名称。
- 未就学児対象の通信教育講座。上記2講座の進研ゼミからの独立により設置された。本項で詳述する。

こどもちゃれんじは、株式会社ベネッセコーポレーション（旧：福武書店、以下「ベネッセ」）の幼児向け通信教育教材の名称およびそのブランド。

## 概要
進研ゼミの未就学児部門として、1988年4月1日に「幼児講座」（現在の「ほっぷ」・「すてっぷ」・「じゃんぷ」）、そして1994年に2-3歳児向けの「おやこ講座」（現在の「ぽけっと」）が開講。その後進研ゼミから独立して「こどもちゃれんじ」となり、乳児向けとして「baby」「ぷち」も開講し現在に至っている。
年齢や目的に合わせてさまざまなコースを選択できる。教材に登場するキャラクターであるしまじろうは、同教材の代名詞となるほどに有名。こどもちゃれんじ購読契約時にしまじろうのハンドパペットが付録としてついてくるが、これは、付録ビデオの演出脚本も手掛けている作家の葉方丹の発案である。また、俳優の二瓶鮫一がお話コーナーの朗読を担当していることでも知られる。
なお、登場キャラクターについては、しまじろうシリーズの登場キャラクターを参照のこと。
2018年現在、日本のほか中国・台湾・韓国・インドネシア（2018年7月〜）へ進出している。2018年4月の会員数は日本79万人、中国115万人、台湾12万人（韓国は非公表）、合計すると200万人を超える。
また2001年以後、しまじろうのコンサートツアーが開催されている。2017年の日本での年間の観客動員数は52万1894人に達し、過去最高を記録した。

## 基本コース
（）内は毎月送られてくる教材を表す。文字の色は1998年に導入したコースのロゴマークの色を表している。
- こどもちゃれんじ・baby（0-1歳児向け） - 2002年開講（玩具・保護者向け情報誌）
- こどもちゃれんじ・ぷち（1-2歳児向け） - 1996年開講（絵本テキスト・映像教材（音楽に特化したオプションあり）・玩具・保護者向け情報誌。オプションとして読み聞かせ絵本・ワークブック（ことば・かず・ちえ）・英語コースあり）
- こどもちゃれんじ・ぽけっと（2-3歳児向け） - 1994年に「進研ゼミおやこ講座」として開講（絵本テキスト（3月号の内容は保育園・認定こども園に在籍の場合と幼稚園・特別支援学校幼稚部に入園・入学する場合の2種類となっている）・映像教材（音楽に特化したオプションあり）・玩具・保護者向け情報誌。オプションとして読み聞かせ絵本・ワークブック2冊（ぞうけいとひょうげん&ことば・かず・ちえ）・英語コースあり））。
- こどもちゃれんじ・ほっぷ（3-4歳児向け） - 1988年に「進研ゼミ幼児講座」として開講（絵本テキスト（内容は幼稚園・特別支援学校幼稚部に入園・入学した場合と保育園・認定こども園に在籍の場合と幼稚園で尚且つ2年保育でないと入園できない場合の3種類となっている）・ワークブック（ことば・かず・ちえ基礎&応用）・映像教材・玩具・保護者向け情報誌。オプションとして読み聞かせ絵本・ワークブック2冊（ことば・かず・ちえ発展&ぞうけいとひょうげん）・英語コースあり）。
- こどもちゃれんじ・すてっぷ（4-5歳児向け） - 1988年に「進研ゼミ幼児講座」として開講（2018年4月以降は幼稚園・保育園・認定こども園・特別支援学校幼稚部に準じた総合コースと小学入試に対応した思考力特化コースの中からどちらか選択し、総合コースは絵本テキスト・ワークブック（ことば・かず・ちえ基礎&応用）・映像教材（思考力特化コースは一部に限り動画配信）・玩具・保護者向け情報誌、思考力特化コースは教具・ワークブック2冊（総合コースと同内容・しこう）・添削サービス（年3回。ことば・かず・ちえ・しこう）・保護者向け情報誌。オプションとしてワークブック（ことば・かず・ちえ発展）・実験セット・英語コースあり）。
- こどもちゃれんじ・じゃんぷ（5-6歳児向け） - 1988年に「進研ゼミ幼児講座」として開講（2018年4月以降は幼稚園・保育園・認定こども園・特別支援学校幼稚部に準じた総合コースと小学入試に対応した思考力特化コースの中からどちらか選択し、総合コースは絵本テキスト・ワークブック（4月号〜9月号はことば・かず・ちえ基礎&応用、10月号〜3月号は国語・算数基礎&応用となっていてこのうち1月号〜3月号までは進研ゼミ小学準備講座として位置づけられている）・添削サービス（年2回だがチャレンジ1ねんせいに委託。ことば・かず）・映像教材（思考力特化コースは一部に限り動画配信）・玩具・保護者向け情報誌、思考力特化コースは教具・ワークブック2冊（総合コースと同内容・しこう）・添削サービス（年3回。ことば・かず・ちえ・しこう）・保護者向け情報誌。オプションとしてワークブック（4月号〜9月号はことば・かず・ちえ発展、10月号〜3月号は国語・算数発展（1月号〜3月号は進研ゼミ小学準備講座のオプション教材扱い））・実験セット・英語コースあり）。

### 基本コース教材一覧
- 絵本テキスト（1988年4月号 - ） - こどもちゃれんじ開始当初から使用されているメインテキスト。ほっぷ・すてっぷ・じゃんぷのみカタカナにはルビがついているため読みやすい（小一チャレンジ→チャレンジ1ねんせいでは4月号〜8月号までで、9月号以降とぷち・ぽけっとはカタカナのルビは省略している）。メインテキストの内容はしぜんかんさつ・せいかつ・うたとリズム・よみきかせ・ぞうけいとひょうげんの5分野となっている。
- 音声教材（1988年4月号 - 1998年3月号） - 絵本テキストと連動しているため、歌やお話の朗読やキャラクターたちの掛け合いによる生物観察シーン等が収録している。1988年〜1993年まではカセットテープ、1990年〜1997年まではCDとなっていて、1990年〜93年にかけては入会時にCDまたはカセットテープを選択する形式をとっていた。
- 映像教材（1993年4月号 - ） - 絵本テキストやワークブックと連動しているため、ミュージックビデオやアニメ等が収録している。1993年〜2003年まではVHSビデオカセット、1999年以降はDVDとなっていて、1999年〜2003年にかけては入会時にDVDまたはVHSビデオカセットを選択する形式をとっていた。ベネッセの社名ロゴは1998年度までは冒頭に流れていたが、1999年度以降は最後に流れるようになった[* 1]。2018年2月にマクドナルドハッピーセットとのコラボでハッピーセット発売開始の週末にマクドナルド限定の映像コンテンツが収録したDVDを数量限定で配布することが決定した。
- ワークブック（1988年4月号 - ） - こどもちゃれんじ開始当初から使用されているワークブック。ワークブックの内容はことば・かず・ちえの3分野となっていて、じゃんぷ10月号〜翌年3月号までは入学準備として国語・算数を先行して学べる。1988年4月号〜1998年3月号までは進研ゼミ小学講座同様問題文に〜でしょうや〜ましょうと表記していた。すてっぷ・じゃんぷ2018年4月号〜思考力特化コース受講希望者のみことば・かず・ちえ・しこうの4分野に拡張した（但し、じゃんぷ10月号〜翌年3月号に限り思考力特化コース受講中でも入学準備として国語・算数を先行して学ぶことができる）。
- 添削サービス（1988年4月号 - ） - こどもちゃれんじ開始当初から実施している。1988年4月号〜1994年3月号まではぞうけいとひょうげんのみで絵本テキストについている課題画専用画用紙と専用シールを用いて課題画を描いて郵送し、素人の教師が採点していた。1994年4月号〜2013年3月号までは2ヶ月に1度じゃんぷのみ絵本テキストとワークブックと音声・映像教材・玩具を全て取り組み2ヶ月目の後半に、「あったかせんせいのおてがみ」として学んだ内容を絵本テキストについている添削用画用紙に描いて郵送し、「あったかせんせい」と呼ばれる素人の教師（大卒で、研修に合格した人）が添削していた。じゃんぷ2013年4月号〜は「赤ペン先生の問題お試し版」として年2回の付録となっていて、ことば・かずとなっている。すてっぷ・じゃんぷ2018年4月号〜思考力特化コース受講希望者のみ年3回となっていて、ことば・かず・ちえ・しこうとなっている。
- 玩具（1994年4月号 - ） - ぽけっと創刊から使用している体験型教具。絵本テキストやワークブックや映像教材と連動していて、実際に使用することで絵本テキスト・映像教材の内容やワークブックの問題を解くときのサプリメントとして自由自在に楽しめる。年齢に合わせた玩具が届くため、子供が飽きずに楽しめるような工夫がなされている。[5]2018年2月にマクドナルドハッピーセットとのコラボでマクドナルド限定の玩具が登場した。

## オプション教材

### 読み聞かせプラスコース
- えほんばこ・ぷち（1-2歳児向け）
- えほんばこ・ぽけっと（2-3歳児向け）
- えほんばこ・ほっぷ（3-4歳児向け）

### リズムダンスプラスコース
- リズムダンス・ぷち（1-2歳児向け）
- リズムダンス・ぽけっと（2-3歳児向け）

### 表現プラスコース
- おうちアート・ぽけっと（2-3歳児向け）
- おうちアート・ほっぷ（3-4歳児向け）

### 知育プラスコース
- おやこワークプラス・ぷち（1-2歳児向け）
- おやこワークプラス・ぽけっと（2-3歳児向け）
- キッズワークプラス・ぽっぷ（3-4歳児向け）
- ちえあそび&ちょうせんワーク・すてっぷ（4-5歳児向け・2016年3月号まで）
  - キッズワークプラス・すてっぷ（4-5歳児向け・2016年4月号から）
- ちえまなび&ちょうせんワーク・じゃんぷ（5-6歳児向け・2016年3月号まで）
  - キッズワークプラス・じゃんぷ（5-6歳児向け・2016年4月号から）

### 好奇心プラスコース
- もっとはっけん・すてっぷ（4-5歳児向け）
- もっとはっけん・じゃんぷ（5-6歳児向け）

### サイエンスプラスコース
- じっけん・すてっぷ（4-5歳児向け）
- じっけん・じゃんぷ（5-6歳児向け）

### こどもちゃれんじEnglish
- こどもちゃれんじEnglish・ぷち（1-2歳児向け）
- こどもちゃれんじEnglish・ぽけっと（2-3歳児向け）
- こどもちゃれんじEnglish・ほっぷ（3-4歳児向け）
- こどもちゃれんじEnglish・すてっぷ（4-5歳児向け・英検Jrブロンズランク対応）
- こどもちゃれんじEnglish・じゃんぷ（5-6歳児向け・英検Jrブロンズランク対応）

#### しまじろうTALK
インターネットに接続したPC（Windows Vista以降・Mac OS X Lion以降）やタブレット端末（Android）を利用したオンライン英会話サービス。こどもちゃれんじが厳選し、研修を継続受講しているフィリピン人を使用することによって安心して利用できる。
- しまじろうTALK・すてっぷ（4-5歳児向け・英検Jrブロンズランク対応）
- しまじろうTALK・じゃんぷ（5-6歳児向け・英検Jrブロンズランク対応）

### BenePaこどもちゃれんじシリーズ
- ひらがなパック
- えいごパック
- リズムとダンスパック
- 入学準備かずパック

## その他ブランド
- しまじろうコンサート
  - 毎年7月 - 8月にかけて行われているコンサートツアーで、全国各地を会場に行われる。例年登場するのはしまじろう、みみりん、とりっぴい、にゃっきい、はなちゃん、ガオガオさん（ドット・からくさ・ペイズリーは2007年、らむりんは2011年まで出演していた）の各キャラクターとぷちまたはぽけっとのお姉さん、そしてコンサートのテーマに沿ったゲストキャラクター。チケットのこどもちゃれんじ会員先行予約では抽選漏れが出るほどの大人気である。
- こどもちゃれんじ・クリスマスコンサート
  - 毎年11月中旬 - 12月のクリスマスにかけて行われているコンサートツアーで、関東・名古屋・大阪を会場に行われる。例年登場するのはしまじろう、みみりん、とりっぴい、にゃっきい、ガオガオさん（過去にはドット・からくさ・ペイズリーが2007年まで、らむりんが2011年まで出演していた）の各キャラクターと、ぷちまたはぽけっとのお姉さん、そしてサンタクロース。期間中はほぼ毎日公演が行われるが、チケットのこどもちゃれんじ会員先行予約では抽選漏れが出るほどの高い人気である。
- しましまタウン
  - ナムコとの共同で運営してきた。
- しまじろうのたいけんステージ
  - 大阪市阿倍野区にある『あべのハルカス』内にある近鉄が運営する常設劇場『あべのハルカス近鉄アート館』にて毎月上演している。

## しまじろうのキャラクター商品
テレビアニメ『しましまとらのしまじろう』が放送開始された翌年の1994年にバンダイとトミーがしまじろうを玩具として商品化し、スタンプ・ジグソーパズル・ぬいぐるみ・入浴セットなど幅広く商品を展開。しかしあまり売れなかった。「しまじろう」ブランドの知名度が未就学児とその保護者に限定されていたためで、この教訓からベネッセは長らくしまじろうの商品化には慎重になり、2001年時点でもビスケット・ゲームソフト・CDを販売するに留めていた。
アミューズメント施設「しましまタウン」では、レターセットやハンカチなど、施設限定のキャラクター商品を販売していた。
2010年代に入ると、かつての受講者が親になって親子2世代に支持されるキャラクターに成長したことから、キャラクターライセンス事業を拡大している。

## しまじろうの声優について
- しまじろうの声優は南央美。教材でしまじろうが歌っている部分は松本さちが担当しており、英語を話すしまじろうの声優も別人（ルミコ・バーンズ）である。なお、初期のカセット教材の声優では中島千里が演じていたが、1993年のアニメ化に伴い、しまじろうを含む全キャラクターの声優が変更され、現在に至る。

## 歴代しまじろうパペット
出典：

### 初代（1996年 - ）
当時製造技術が低かったため、しま模様の茶色が歴代しまじろうパペットのなかで一番薄い。服装は、緑色の服に青色のオーバーオールで靴は薄い青色となっている。また手を入れる部分は青色である。

### 2代目（1998年 - ）
初期
製造技術が初代の頃に比べ向上し、しま模様の茶色が濃くなった。服の部分の素材が変わった。服装は、オレンジ色の服に緑色のオーバーオールで靴は緑色となった。また手を入れる部分の色も緑色となった。
後期
しま模様の茶色が初期よりも更に濃くなった。また名前の記入欄が出来た。

### 3代目（2003年 - ）
初期
赤色の服に青色のオーバーオール、靴は青色、手を入れる部分は青色のものとなった。また服とオーバーオールの素材が2代目と逆になった点が変化した。
後期
目の白い部分が剥がれないように加工が施された。

### 4代目（2009年 - ）
初期
服装は上がおなかのポケット部分が赤と白のしましまの赤色のＴシャツで下がデニムデザインのズボンとなった。おなかの部分はめくることができ、めくるとおへそが印刷されている。Tシャツのポケットには手や指などを入れることが出来る。3代目までしっぽには綿が入っていなかったが、綿が入った。靴はマジックテープ式のベルトのついた茶色の靴となった。
後期
靴のマジックテープがゴミのつきにくいものとなった。

### 5代目（2014年 - ）
初期
4代目と比較すると目が大きく、顔はへこみ、しっぽは短くなった。服装は、胸ポケット（指を入れることはできない）のついた赤色のＴシャツにデニムデザインのズボンとなった。おなかの部分は4代目と同様にめくることができ、めくるとおへそが印刷されている。靴はベルト式の青色のものとなっている。
中期
基本的には5代目初期と同じだが、しま模様が茶色から黒色となった。またしっぽが再び長くなった。
後期
名前を記名する欄が5代目中期まではしまじろうが描かれていたものから、しまじろうが描かれいないなまえと書かれたシンプルなものとなった。

### 6代目（2017年 - ）
初期
目や鼻が刺繡に代わりアニメの顔に近づいた。服装は胸ポケットのついた赤色のＴシャツに青色のズボンとなった。おなかの部分をめくることはできないが、ズボンの下の部分をめくることができ、めくるとしま模様が印刷されている。靴はマジックテープがなくなり、明るい青色となった。しっぽは再び短くなった。また手を入れる部分が青色から赤色となった。
中期
基本的には6代目初期と変わらないが、顔がふっくらした点や口元の白い部分の形が変化した。
後期
手を入れる部分が赤色から5代目と同じ青色へ再び戻された。

### 7代目 『歌って♪おしゃべりしまじろう』（2023年 - ）
お腹の青色と水色で印刷された音符を押したり、教材で届く連動パーツを近づけるとしまじろうがおしゃべりしたり歌ったりする機能が搭載された。デザインは音符が印刷された以外は6代目とほとんど同じとなっている。また6代目まではしまじろうの背中から手全体を入れて動かせていたが、しまじろうの腕の部分に指だけを入れて動かす方式に変わった。

## お話コーナー
- こどもちゃれんじにはいずれにもお話「童話や絵本など」のコーナーが設けられている。毎回さまざまな俳優が朗読を担当する。歴代最多は二瓶鮫一で、すでにお馴染みの顔となっており、開講当初から現在まで多数の朗読を担当している事から、「ミスター朗読」と呼ばれるようになった。

### 主な朗読の担当者
- 二瓶鮫一
- 石丸謙二郎
- 寺脇康文
- TARAKO
- 兵藤ゆき
- 鈴鹿景子
- おぐちえりこ

## 映像教材歴代のお兄さん・お姉さん
幼児向けテレビ番組出身のお兄さん・お姉さんにはその番組名も添える。太字は現役のお兄さん・お姉さん。下の一覧はミュージックを除き、レギュラー出演者のみ。

### こどもちゃれんじ・ぷち
- 村田友里（1994年度 - 1995年度/2年間）
  - テレビ東京「大好き!ハローキティ」
- 神崎ゆう子（1997年度 - 2007年度/11年間）
  - NHK教育「おかあさんといっしょ」
- 小嶋信之・関沢圭司（1998年度 - 2003年度/6年間）
  - NHK-BS2「にこにこぷんがやってきた!」
- 小野文子（2001年度 - 2003年度/3年間） 所属事務所公式サイト
- 近藤大介（2004年度 - 現在） 所属事務所公式ページ
- 三原可奈子（2004年度/1年間）
- 北浦実千枝 COACH☆を参照（2005年度 - 2007年度/3年間） 本人公式ブログ
- 松原美香（2008年度 - 現在）本人公式ブログ - ウェイバックマシン（2014年5月4日アーカイブ分）
  - NHK教育「まちかどド・レ・ミ」
- 江頭ひなた（2008年度 - 2012年度/5年間） 本人公式ブログ
- 渡邊恭子（ - 現在） 本人公式ブログ

### こどもちゃれんじ・ベビー
- 中庭ひなこ（2014年度）

### こどもちゃれんじ・ぽけっと
- 1995年度 - 1999年度：不明
- 神崎ゆう子（2000年度 - 2004年度/5年間）
- 中右貴久（2000年度 - 2003年度/4年間） 本人ホームページ[リンク切れ]
  - NHK-BS2「にこにこぷんがやってきた!」
- 岡野綾（2001年度 - 現在）
  - NHK教育「まちかどド・レ・ミ」
- 村木仁（村さん、2002年度 - 2005年度/4年間） 所属事務所公式ページ
- 勝誠二（ミック、2006年度/1年間）
- 近藤大介（2004年度 - 現在/2006年度を除く）
- 秋山桃子（2008年度 - 現在）

### こどもちゃれんじ・ほっぷ
- 神崎ゆう子（1996年度）
- 渡辺かおり（1997年度 - 1998年度/2年間）
  - NHK教育 「ワンツー・どん」
- 羽生未来（1999年度 - 2002年度/4年間）
  - NHK教育「英語であそぼ」
- 笹本玲奈（2003年度/1年間）
  - NHK教育「ひとりでできるもん!」
- 2004年度 - 2005年度：不明
- 久保田武蔵（2006年度 - 2008年度/3年間）
- 2009年度以降：なし

### こどもちゃれんじ・すてっぷ
- なし。

### こどもちゃれんじ・じゃんぷ
- 恵畑ゆう（じゃんぷたいそうコーナー担当）

### こどもちゃれんじ・ミュージック

#### 音楽のとびらシリーズ
- 飯野めぐみ 所属事務所公式ページ
- 恵畑ゆう
  - NHK-BS2「BSおかあさんといっしょ」
- 岡野綾
- 小野文子

#### おやこで遊ぼうシリーズ
- あじおかえりこ
- 岡野綾
- 小嶋信之
- 加瀬竜彦
- 国友よしひろ
- 栗原朗子
  - NHK-BS2「にこにこぷんがやってきた!」
- 鍬形えりか
- 瀧本瞳
  - NHK-BS2「にこにこぷんがやってきた!」
- 中右貴久
- 難波美妃
- もたい陽子

#### えいご商品
- ジョーイ・ストッカマンズ
- ナディア・ギフォード
  - NHK教育「まちかどド・レ・ミ」
- 戸田ダリオ 本人公式ページ
  - NHK教育「英語であそぼ」

## プロモーション展開
かつては学習幼稚園で入会申し込みはがき付広告を掲載していた。テレビアニメ『しましまとらのしまじろう』放送開始に伴い一時廃止され、BS11で放送していた『ベネッセキッズ11』のデータ放送にて復活したが、『しまじろうヘソカ』放送開始に伴い廃止した。

## 関連番組
いずれもテレビせとうち制作・テレビ東京系列で放送。テレビ東京系列での放送、およびキー局・準キー局以外の放送局が制作するアニメシリーズとしては最長寿作品となっている。
- しましまとらのしまじろう
1993年12月13日から2008年3月31日まで放送されたテレビアニメ。アニメーション制作はスタジオ旗艦（後のぴえろプラス、現・スタジオ サインポスト）。
- はっけん たいけん だいすき!しまじろう
上記の後番組として、2008年4月7日から2010年3月29日まで放送された。本番組よりアニメ本編に実写パートを加えたアニメ・バラエティ番組となった。
- しまじろうヘソカ
上記の後番組として、2010年4月5日から2012年3月26日まで放送されたアニメ・バラエティ番組。
- しまじろうのわお!
上記の後番組として、2012年4月2日から放送中のアニメ・バラエティ番組。アニメパートが3DCGになり、アニメーション制作がアンサー・スタジオに変更されている。